# Sites mégalithiques de la Haute-Vienne
Cet article présente la liste des sites mégalithiques de la Haute-Vienne, en France.

## Répartition géographique
| \| Limoges Bellac Rochechouart vignette \| Répartition géographique des mégalithes. · : dolmen - : menhir - : autre site mégalithique |
| Limoges Bellac Rochechouart vignette                                                                                                  |

## Inventaire
| Monument                         | Commune                    | Remarque                                          | Protection                            | Coordonnées                                             | Illustration                 |
| -------------------------------- | -------------------------- | ------------------------------------------------- | ------------------------------------- | ------------------------------------------------------- | ---------------------------- |
| Dolmen du Bois de la Lieue       | Ambazac                    |                                                   | Classé MH (1984)                      | 45° 56′ 45″ N, 1° 22′ 10″ E                             | Dolmen du Bois de la Lieue   |
| Dolmen de l'Héritière            | Arnac-la-Poste             |                                                   | Classé MH (1983)                      | 46° 17′ 09″ N, 1° 19′ 47″ E                             |                              |
| Four aux Fées                    | Arnac-la-Poste             | autres noms dolmen des Chirons, dolmen du Bost    | détruit                               |                                                         |                              |
| Pierre-Vironaire                 | Arnac-la-Poste             | mégalithe indéterminé                             | détruit                               |                                                         |                              |
| Pierre Muret                     | Aureil                     | dolmen                                            | ruiné                                 |                                                         |                              |
| Dolmen                           | Azat-le-Ris                |                                                   | détruit en 1850                       |                                                         |                              |
| Dolmens de la Betoulle           | Berneuil                   | 2 dolmens                                         | Inscrit MH (1984) · Inscrit MH (1982) | 46° 03′ 01″ N, 1° 06′ 41″ E                             | Dolmen de la Betoulle n°2    |
| Dolmen de La Borderie            | Berneuil                   |                                                   | Classé MH (1983)                      | 46° 04′ 23″ N, 1° 04′ 38″ E                             | Dolmen de La Borderie        |
| Dolmen de La Lue                 | Berneuil                   |                                                   | Inscrit MH (1982)                     | 46° 04′ 08″ N, 1° 04′ 49″ E                             | Dolmen de La Lue             |
| Dolmen de Taminage               | Berneuil                   |                                                   | Classé MH (1981)                      | 46° 03′ 12″ N, 1° 08′ 30″ E                             |                              |
| Dolmen de Rulières               | Blond                      |                                                   | ruiné                                 |                                                         | Dolmen de Ruillères          |
| Dolmen du Puychaud,              | Blond                      |                                                   |                                       | 46° 01′ 36″ N, 1° 00′ 48″ E                             | Dolmen du Puychaud           |
| Dolmens du Cluzeau               | Blond                      | 2 dolmens,                                        | ruinés                                | 46° 04′ 02″ N, 1° 03′ 07″ E                             |                              |
| Menhir de Combe Libert           | Blond                      |                                                   |                                       |                                                         |                              |
| Menhir de Rousseix               | Blond                      |                                                   |                                       |                                                         |                              |
| Menhir de Rulières               | Blond                      |                                                   |                                       |                                                         |                              |
| Menhir du Puy de Banneix         | Bosmie-l'Aiguille          |                                                   |                                       | 45° 45′ 02″ N, 1° 12′ 45″ E                             |                              |
| Dolmens de la Betoulle           | Breuilaufa                 | 2 dolmens                                         | Inscrit MH (1984)                     | 46° 02′ 59″ N, 1° 06′ 42″ E 46° 02′ 59″ N, 1° 06′ 41″ E | Dolmen de la Betoulle n°3    |
| Dolmen du Got                    | Breuilaufa                 |                                                   | détruit                               |                                                         |                              |
| Dolmen de La Goupilière,         | Les Cars                   |                                                   | ruiné                                 | 45° 40′ 53″ N, 1° 06′ 15″ E                             |                              |
| Menhir de La Grande-Borne        | Les Cars                   |                                                   |                                       | 45° 40′ 07″ N, 1° 03′ 18″ E                             |                              |
| Menhir de Pierre Borne           | Champnétery                |                                                   |                                       |                                                         |                              |
| Alignement du Pré d'avant Clédie | Château-Chervix            |                                                   | Classé MH (1981)                      | 45° 33′ 51″ N, 1° 21′ 46″ E                             |                              |
| Dolmen de Fayat                  | Château-Chervix            |                                                   | détruit                               |                                                         |                              |
| Menhir de Lugin                  | Château-Chervix            |                                                   |                                       |                                                         |                              |
| Dolmen de Sainte-Marie           | Châteauneuf-la-Forêt       |                                                   | Classé MH (1984)                      | 45° 42′ 19″ N, 1° 36′ 20″ E                             |                              |
| Dolmen des Termisseaux           | Cieux                      | autre nom dolmen de Bétoulle                      | ruiné                                 | 45° 58′ 40″ N, 1° 03′ 05″ E                             | Dolmen des Termisseaux       |
| Menhir d'Arnac                   | Cieux                      |                                                   | Inscrit MH (1987)                     | 45° 58′ 47″ N, 0° 58′ 27″ E                             | Menhir d'Arnac               |
| Menhir de Ceinturat              | Cieux                      |                                                   | Classé MH (1889)                      | 45° 59′ 20″ N, 0° 57′ 25″ E                             | Menhir de Ceinturat          |
| Menhir de Chez Moutaud n°2       | Cognac-la-Forêt            | autre nom menhir de la Route de Cognac            |                                       | 45° 49′ 51″ N, 0° 57′ 17″ E                             |                              |
| Dolmen de la Peyre               | La Croisille-sur-Briance   |                                                   | détruit                               |                                                         |                              |
| Dolmen du Reineix,               | La Croisille-sur-Briance   |                                                   | ruiné                                 | 45° 34′ 52″ N, 1° 35′ 28″ E                             |                              |
| Dolmen de Chez Boucher,          | La Croix-sur-Gartempe      | autre nom dolmen de Montaumar                     |                                       | 46° 09′ 09″ N, 1° 01′ 16″ E                             |                              |
| Dolmens du Thaury                | La Croix-sur-Gartempe      | autre nom dolmens de Ballanges 2 dolmens          |                                       |                                                         |                              |
| Dolmen des Redondes              | Cromac                     | autre nom Pierre à la Marte                       | détruit                               |                                                         |                              |
| Dolmen du Pouyol                 | Eybouleuf                  | autre nom dolmen de la Croix Ferrée               | Classé MH (1978)                      | 45° 48′ 08″ N, 1° 29′ 29″ E                             | Dolmen du Pouyol             |
| Dolmen Goudour                   | Folles                     | autres noms dolmen du Cluzeau, dolmen des Vergnes |                                       | 46° 07′ 19″ N, 1° 25′ 39″ E                             |                              |
| Dolmen du Montheil               | Folles                     |                                                   | Classé MH (1945)                      | 46° 06′ 47″ N, 1° 26′ 37″ E                             | Dolmen du Montheil           |
| Dolmen de Bagnol                 | Fromental                  |                                                   | Classé MH (1945)                      | 46° 09′ 18″ N, 1° 26′ 01″ E                             | Dolmen de Bagnol             |
| Menhir des Chers                 | Fromental                  |                                                   |                                       | 46° 09′ 28″ N, 1° 24′ 52″ E                             |                              |
| Menhir des Fichades              | Fromental                  |                                                   | Classé MH (1945)                      | 46° 09′ 04″ N, 1° 25′ 51″ E                             | Menhir des Fichades          |
| Dolmen des Grillères             | Gajoubert                  |                                                   | détruit                               |                                                         |                              |
| Menhir de la Thiverie            | Gorre                      |                                                   |                                       | 45° 45′ 12″ N, 0° 59′ 24″ E                             |                              |
| Dolmens d'Envaud                 | Isle (Haute-Vienne)        | 3 dolmens                                         | détruits                              |                                                         |                              |
| Dolmen de Rouffignac             | Javerdat                   |                                                   | Inscrit MH (1987)                     | 45° 58′ 35″ N, 0° 57′ 42″ E                             | Dolmen de Rouffignac         |
| Menhir de La Valette             | Javerdat                   |                                                   | détruit                               |                                                         |                              |
| Menhir du Pic                    | Javerdat                   | autre nom Pierre-Sourde                           | Inscrit MH (1987)                     | 45° 57′ 43″ N, 1° 00′ 01″ E                             | Menhir du Pic                |
| Pierre-Fritte                    | Jouac                      | menhir                                            |                                       |                                                         |                              |
| Dolmen de La Villedieu           | Magnac-Bourg               | autre nom dolmen de Pierrebrune                   |                                       |                                                         |                              |
| Dolmen de Bouéry                 | Mailhac-sur-Benaize        | autre nom dolmen du Peu de la Tache               | Classé MH (1940)                      | 46° 17′ 34″ N, 1° 18′ 19″ E                             | Dolmen de Bouéry             |
| Dolmen de Montbrugnaud           | Mailhac-sur-Benaize        |                                                   |                                       |                                                         |                              |
| Dolmen de la Vaudelle,           | Mailhac-sur-Benaize        |                                                   |                                       | 46° 19′ 54″ N, 1° 18′ 56″ E                             |                              |
| Menhir de la Croix-Parot         | Nantiat                    |                                                   |                                       | 46° 00′ 45″ N, 1° 10′ 46″ E                             | Menhir de la Croix-Parot     |
| Dolmen de la Tamanie             | Oradour-sur-Vayres         |                                                   | Classé MH (1971)                      | 45° 43′ 11″ N, 0° 53′ 07″ E                             | Dolmen de la Tamanie         |
| Dolmen de Forest                 | Panazol                    |                                                   |                                       |                                                         |                              |
| Quenouille des Fées              | Rancon                     | menhir                                            | détruit                               |                                                         |                              |
| Pierre levée                     | La Roche-l'Abeille         |                                                   | Classé MH (1945)                      | 45° 35′ 43″ N, 1° 16′ 21″ E                             |                              |
| Caillou Blanc                    | Rochechouart               | autre nom dolmen de la Forêt de Rochechouart      |                                       |                                                         |                              |
| Dolmen de Beaureil               | Saint-Auvent               |                                                   | détruit                               |                                                         |                              |
| Dolmen de Chez Moutaud           | Saint-Auvent               |                                                   | Classé MH (1940)                      | 45° 49′ 36″ N, 0° 57′ 52″ E                             | Dolmen de Chez Moutaud       |
| Menhir de Chez Moutaud n°1       | Saint-Auvent               |                                                   | Classé MH (1940)                      | 45° 49′ 35″ N, 0° 57′ 51″ E                             | Menhir de Chez Moutaud       |
| Dolmen de la Valade              | Saint-Denis-des-Murs       |                                                   | détruit vers 1902                     |                                                         |                              |
| Menhir du Mas Boucher            | Saint-Gence                |                                                   | détruit                               |                                                         |                              |
| Dolmen de la Croix de Faye       | Saint-Hilaire-les-Places   |                                                   | détruit                               |                                                         |                              |
| Menhir du Bois du Mas            | Saint-Hilaire-les-Places   |                                                   | ruiné                                 |                                                         |                              |
| Dolmen de Forest                 | Saint-Just-le-Martel       |                                                   | détruit                               |                                                         |                              |
| Menhir de Fountalino             | Saint-Just-le-Martel       |                                                   | détruit                               |                                                         |                              |
| Pierre Levée                     | Saint-Laurent-sur-Gorre    | autre nom Dolmen de la Côte                       | Classé MH (1889)                      | 45° 44′ 19″ N, 0° 56′ 30″ E                             | Pierre Levée                 |
| Menhir de Leycuras               | Saint-Laurent-sur-Gorre    |                                                   | ruiné                                 |                                                         |                              |
| Poulvan de Séjotte               | Saint-Léger-Magnazeix      | polissoir                                         | Classé MH (1889)                      |                                                         |                              |
| Pierre-Levée                     | Saint-Martial-sur-Isop     | dolmen                                            | détruit                               |                                                         |                              |
| Menhir au Paulmet                | Saint-Martin-le-Mault      |                                                   | détruit                               |                                                         |                              |
| Menhirs du Métayer               | Saint-Paul                 | 2 menhirs                                         | Inscrit MH (1984)                     | 45° 45′ 13″ N, 1° 26′ 30″ E                             |                              |
| Dolmen des Bras                  | Saint-Sulpice-les-Feuilles | autre nom dolmen de l'Age-Maillasson              | Classé MH (1940)                      | 46° 18′ 44″ N, 1° 20′ 57″ E                             |                              |
| Dolmen de Berlande               | Saint-Sulpice-les-Feuilles |                                                   | détruit                               |                                                         |                              |
| Dolmen de Cheuger                | Saint-Sulpice-les-Feuilles |                                                   | détruit                               |                                                         |                              |
| Dolmen de Lâge-Maillasson        | Saint-Sulpice-les-Feuilles |                                                   |                                       |                                                         |                              |
| Dolmen de Peuchaud               | Saint-Sulpice-les-Feuilles |                                                   | détruit                               |                                                         |                              |
| Dolmen de Virvalais              | Saint-Sulpice-les-Feuilles |                                                   | détruit                               |                                                         |                              |
| Pierre de Marsac                 | Saint-Yrieix-la-Perche     | dolmen                                            |                                       | 45° 30′ 06″ N, 1° 15′ 41″ E                             | Pas de souvenir              |
| Polissoir de Raverlat            | Les Salles-Lavauguyon      |                                                   |                                       |                                                         |                              |
| Menhir de Raverlat               | Les Salles-Lavauguyon      |                                                   |                                       |                                                         |                              |
| Dolmen de Chez-Taraud,           | Séreilhac                  |                                                   |                                       | 45° 46′ 46″ N, 1° 06′ 30″ E                             |                              |
| Pierre Levée                     | Séreilhac                  | menhir                                            |                                       | 45° 44′ 26″ N, 1° 02′ 00″ E                             |                              |
| Dolmen du Breuilh                | Thiat                      |                                                   |                                       |                                                         |                              |
| Dolmen de la Barre               | Veyrac                     |                                                   | détruit                               |                                                         |                              |
| Menhir de la Reulie              | Vayres                     |                                                   |                                       | 45° 46′ 46″ N, 0° 52′ 12″ E                             |                              |
| Dolmen de La Croix-du-Breuil     | Verneuil-sur-Vienne        |                                                   | Inscrit MH (1988)                     | 45° 50′ 50″ N, 1° 09′ 06″ E                             | Dolmen de La Croix-du-Breuil |